# Inferno (film, 2016)
Inferno är en amerikansk drama-thriller från 2016 i regi av Ron Howard med Tom Hanks och Felicity Jones i huvudrollerna. Filmen hade världspremiär i Florens den 8 oktober 2016, följt av premiär i Sverige och Storbritannien den 14 oktober och i USA den 28 oktober samma år.

## Om filmen
Den tredje filmen i serien om Robert Langdon. De två föregående var också regisserade av Ron Howard. Manuset baseras på Dan Browns roman Inferno från 2013.
Filmen var först satt att ha premiär december 2015, men blev senare fördröjd. Inspelningen påbörjades i slutet av april 2015.

## Rollista
- Tom Hanks - Robert Langdon, professor i religiös symbolik
- Felicity Jones - Sienna Brooks, doktor
- Irrfan Khan - Harry Sims, även kallad "The Provost"
- Ben Foster - Bertrand Zobrist
- Omar Sy - Christoph Bouchard
- Sidse Babett Knudsen - Elizabeth Sinskey, doktor och ledare över "World Health Organization"
- Ana Ularu - Vayentha